# Was macht Papa denn in Italien?
Was macht Papa denn in Italien? ist ein deutsches Reise- und Schlager-Filmlustspiel aus dem Jahre 1961 auf der Grundlage des Romans Der sündige Herr Hanselmann von Doris Eicke. Unter der Regie des Kinodebütanten Hans-Dieter Schwarze spielt Willy Fritsch die Titelrolle.

## Handlung
Konrad Hanselmann ist das Musterbeispiel eines gutbürgerlichen, treudeutschen, hochzufriedenen Wirtschaftswunder-Repräsentanten der früheren Nachkriegszeit: ein Studienrat, treusorgender Vater und braver Ehemann, der als Lehrer an einer Schule einer kleinen Universitätsstadt Ansehen und Vertrauen besitzt. Mit seiner papahaften, ruhigen Art wird er auch von seinen Schülern und Schülerinnen respektiert. Er hat fünf Töchter, von denen lediglich die kleine Nachzüglerin Tönchen noch nicht flügge ist. Seit 25 Jahren ist er verheiratet, immer mit ein und derselben Frau, Therese Hanselmann. Konrad führt also ein durch und durch durchschnittliches Durchschnittsleben eines Durchschnittsspießers in der jungen Bundesrepublik Konrad Adenauers.
Doch selbst dieser Saubermann hat einen winzig kleinen Fleck auf seiner Vergangenheitsweste, der ihm bis heute zu schaffen macht. Es hat, man soll es kaum glauben, auch eine Frau vor seiner Gattin Therese gegeben, und sie hieß Käthchen Meyer. Sie war seine erste Liebe. Zwischen beiden schien die vollkommene Harmonie … bis er seine Therese traf und sein Käthchen im Regen stehen ließ. In all den Jahren hat er nichts mehr von ihr gehört. Ausgerechnet jetzt – wenige Tage vor der Silberhochzeit – kehrt die einzige Sünde der Vergangenheit zurück, als der Postbote einen Brief per Einschreiben in der Schule abliefert. Der Absender ist ein Notar in Florenz, und der bittet ihn zwecks Antritts eines Erbes, so wird Hanselmann avisiert, nach Italien zu reisen. Die Erblasserin sei die verblichene Katharina Marchesa Bondini, geborene Meyer.
Konrad Hanselmann überlegt nicht eine Sekunde und beginnt zu packen. Auch wenn sein einstiges Käthchen in ihrem letzten Willen ihm heftige Vorwürfe machen sollte, er fühlt sich schuldig, und es wird Zeit, die Schuld von einst wenigstens jetzt zu tilgen. Als Ausrede gibt er seiner Familie gegenüber an, dass er völlig überraschend als Delegierter seiner Schule zu einem „pädagogischen Kongress“ nach Florenz müsse. Alle familiären Bemühungen, ihm diese Reise auszureden oder wenigstens die treusorgende Gattin mitzunehmen, scheitern an der für den ansonsten sehr nachgiebigen Konrad Hanselmanns ungewöhnlichen Widerstandskraft. Die Familie begleitet ihn noch in voller Stärke zum Bahnhof, dann reist er ab. Die Zurückgebliebenen rätseln fortan: „Was macht Papa denn in Italien?“ Hanselmann, bislang noch nie im Ausland gewesen, zeigt schon während der Zugfahrt eine gewisse Grundnaivität. Aus einem Urvertrauen und Freundlichkeit seinem Nächsten gegenüber heraus ist er bereit, ohne sich eines Vergehens bewusst zu sein, für den Mitreisenden Herrn Barnabas Zigaretten über die Grenze zu schmuggeln. In Florenz angekommen, bekommt Hanselmann zunächst erst einmal einen Brief der teuren Verstorbenen zu lesen. Dort heißt es unter anderem: „aus Dankbarkeit dafür, daß Du mich damals hast sitzenlassen und mich so ein gütiges Schicksal davor bewahrte, mein Leben als brave Studienratsgemahlin in einer kleinen, gewiss bürgerlich-lieben, aber leider so ganz und gar langweiligen Provinzstadt fristen zu müssen!“
Was soll er nun aber mit dem ererbten Geld anfangen? Hanselmann überlegt. Am besten sicher anlegen, Grund und Boden kaufen. Dazu braucht er jedoch Zeit, und so muss der nicht stattfindende Kongress für die Familie daheim kurzerhand verlängert werden. Auch möchte Hanselmann ein wenig auf die Pauke hauen. Er kleidet er sich von Kopf bis Fuß neu ein, zieht in ein teureres Hotel um, trinkt abends Sekt und frühstückt morgens im Bett. Lasterhaftes, in seinen Augen, aber man gönnt sich als deutscher Studienrat und treusorgender Vater von fünf Töchtern ja sonst nichts! Daheim ahnt niemand etwas von seinem „Lotterleben“, lediglich die Zeit zur Silberhochzeits-Feier wird immer knapper. Alle sechs Frauen beginnen sich nämlich allmählich Sorgen zu machen, denn Papa denkt gar nicht daran, so schnell wie möglich heimzukehren. Dann will es auch noch der Zufall, dass heimgekehrte Nachbarn Hanselmann in Florenz gesehen haben wollen und nun sofort brühwarm ihren Klatsch unter die Leute bringen. Herr Hanselmann lasse es sich ja wohl sehr gut gehen in Italien, wird getratscht, und außerdem habe man ihn in Begleitung einer verführerischen Dame namens Nadja Lamar gesehen.
Therese Hanselmann ist schockiert, dass hätte sie von ihrem Hanselmännchen nicht erwartet! Sofort hängt das hässliche Wort „Scheidung“ in der Luft. Da man nichts Genaues weiß, entschließen sich die beiden erwachsenen Töchter Sabine und Sophie dazu, nach Florenz zu reisen, um nun wirklich einmal zu klären, was Papa denn in Italien mache … und ihn anschließend sofort nach Hause zu bringen. Dann gehen auch noch diese beiden jungen Damen verschütt, denn auch sie lassen daheim nichts mehr von sich hören. Sabine hat sich nämlich in Klaus Stumpf verliebt, der sie in seinem Wagen mit nach Florenz genommen hat, und Sophies Herz wurde von Papa Hanselmanns Zugbekanntschaft Amilare Barnabas im Sturm erobert. Schließlich aber kehrt der brave Familienvorstand Konrad mit seinen beiden Töchtern zu Heim und Herd in die deutsche Kleinstadtidylle zurück und genießt von nun an mehr Ansehen denn je. Und außerdem stehen ihm jetzt keinerlei Schuldgefühle mehr im Weg. Er war in der großen weiten Welt und musste feststellen: Daheim ist es doch am schönsten.

## Produktionsnotizen
Was macht Papa denn in Italien? entstand in Deutschland (u. a. im Filmatelier Göttingen) und Italien und wurde am 8. September 1961 uraufgeführt.
Die Filmbauten entwarf Max Mellin.
Der Soundtrack des Films umfasst diverse, seinerzeit sehr erfolgreiche Schlager, wie zum Beispiel den Babysitter-Boogie von Ralf Bendix, Danke für die Blumen von Siw Malmkvist oder Blue Melodie von Peter Kraus.

## Kritiken
Im Lexikon des Internationalen Films heißt es: „Banales Schlagerlustspiel nach Schablone.“